# جامعة أورليان

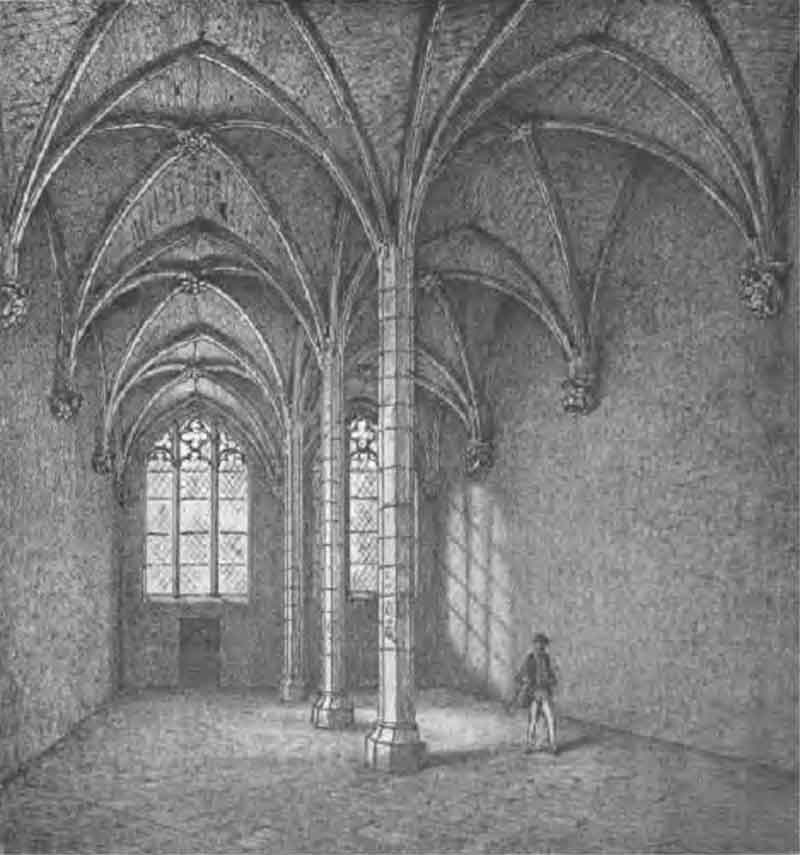
صورة تاريخية للقاعة الكبرى بجامعة أورليان

جامعة أورليان (بالفرنسية: Université d'Orléans)‏ هي جامعة فرنسية مرموقة، مقرها مدينة أورليان الفرنسية.

## تاريخ الجامعة
بدأ أول وجود لجامعة في مدينة أورليان سنة 1230، عندما تفرق أساتذة جامعة باريس، ولجأ بعضهم إلى أورليان، فكانت بذلك واحدة من أوائل الجامعات التي أنشئت خارج إيطاليا، ولم يسبقها في فرنسا إلا جامعة السوربون الباريسية. وبنهاية القرن الثالث عشر الميلادي، كان وجود كيان علمي مرموق في أورليان أمرًا معترفًا به، حتى أن البابا بونيفاس الثامن عندما أصدر الكتاب السادس من المراسيم البابوية في سنة 1298، كلف علماء جامعتي بولونيا وأورليان بوضع الشروح والتعليقات عليه.
في 27 يناير 1306، أصدر البابا كليمنت الخامس (وهو أحد خريجي أورليان) مرسومًا بابويًا بمنح معاهد أورليان لقب ومزايا جامعة. وقد بلغ عدد طلاب الجامعة في القرن الرابع عشر حوالي خمسة آلاف طالب، جاؤوا من فرنسا وألمانيا واللورين وبورغندي وشامباني وبيكاردي ونورماندي وتورين وغويين واسكتلندا.
في سنة 1793 أُغلقت جامعة أورليان، ودُمجت في جامعة فرنسا سنة 1808، وفي سنة 1960 أُعيد إحياء جامعة أورليان.

## من مشاهير الخريجين
- القديس إيف (1253 ـ 1303): درس القانون المدني في أورليان.
- البابا كليمنت الخامس: درس القانون والآداب في أورليان، وأصدر ـ بعد اعتلائه كرسي البابوية مرسومًا بمنح معاهد أورليان صفة ومزايا الجامعة.
- جان كالفن
- تيوفراست رينودو
- بيير دي فيرما
- موليير
- أتين دي لابويسيه
- شارل بيرو
- جان دي لا برويير

## وصلات خارجية
- الموقع الرسمي للجامعة (بالفرنسية) (بالإنجليزية) (بالإسبانية)